# A Mars szelleme
A Mars szelleme (eredeti cím: Ghosts of Mars, a képernyőn John Carpenter's Ghosts of Mars címmel feltüntetve) 2001-ben bemutatott amerikai tudományos-fantasztikus horrorfilm, melynek rendezője, forgatókönyvírója és zeneszerzője John Carpenter. A főbb szerepekben Natasha Henstridge, Ice Cube, Jason Statham, Pam Grier, Clea DuVall és Joanna Cassidy látható.
A film negatív kritikákat kapott, és 28 millió dolláros költségvetéssel szemben csupán 14 millió dolláros bevételt hozott. Carpenter alkotása idővel mégis kultuszfilm lett, főleg az akciójelenetek és a filmzene miatt.

## Cselekmény
2176: Egy marsi rendőri egységnek el kell kapnia egy rendkívül veszélyes bűnözőt egy távoli bányászállomásnál. Mikor megérkeznek, azt látják, hogy az állomásból kripta lett.

## Szereplők
| Karakter                     | Színész            | Szinkronhang       |
| ---------------------------- | ------------------ | ------------------ |
| Melanie Ballard hadnagy      | Natasha Henstridge | Fullajtár Andrea   |
| James "Pusztító" Williams    | Ice Cube           | Szabó Győző        |
| Jericho Butler őrmester      | Jason Statham      | Epres Attila       |
| Bashira Kincaid              | Clea DuVall        | Pikali Gerda       |
| Helena Braddock parancsnoknő | Pam Grier          | Fehér Anna         |
| Dr. Arlene Whitlock          | Joanna Cassidy     | Szabó Éva          |
| Big Daddy Mars               | Richard Cetrone    |                    |
| Vizsgálóbíró                 | Rosemary Forsyth   | Menszátor Magdolna |
| Michael Descanso             | Liam Waite         | Holl Nándor        |
| Uno                          | Duane Davis        | Seress Zoltán      |
| Dos                          | Lobo Sebastian     | Rácz Attila        |
| Tres                         | Rodney A. Grant    | Breyer Zoltán      |
| McSimms vonatvezető          | Peter Jason        | Wohlmuth István    |
| Akooshay                     | Wanda De Jesus     |                    |
| Benchley                     | Doug McGrath       |                    |
| Zimmerman                    | Rick Edelstein     | Lázár Sándor       |
| Rodale                       | Robert Carradine   | Welker Gábor       |
| Férfi a roverben             | Michael Krawic     |                    |
| Harcosnő                     | Eileen Weisinger   |                    |
| Yared                        | Rex Linn           |                    |
| Bányász                      | Matt Nolan         |                    |
| Fiatal nő                    | Marjean Holden     |                    |
| Narrátor (hangja)            | Charlotte Cornwell |                    |

## Fogadtatás
A Rotten Tomatoes honlapján 22%-ot ért el 108 kritika alapján. A CinemaScore oldalán "átlagos" minősítést kapott.
A The Austin Chronicle kritikusától, Marc Savlov-tól egy csillagos értékelést kapott a maximális ötből. Az Entertainment Weekly kritikusa, Bruce Fretts "rettentően amatőrnek" nevezte a filmet. James Berardinelli 1.5 csillaggal értékelte az ötből. Az eFilmCritic.com kritikusa, Rob Gonsalves "Carpenter mélypontjának" nevezte a filmet.
A film azonban pozitív kritikákat is kapott: Roger Ebert három csillaggal értékelte a négyből, míg Richard Roeper szintén három csillaggal értékelte a maximális négyből. David Stratton és Margaret Pomeranz, a The Movie Show kritikusai három csillaggal értékelték az ötből.